# Stenogomphurus consanguis
Stenogomphurus consanguis is een echte libel uit de familie van de rombouten (Gomphidae).
De wetenschappelijke naam van de soort werd in 1879 als Gomphus consanguis gepubliceerd door Edmond de Selys Longchamps.
De soort staat op de Rode Lijst van de IUCN als niet bedreigd, beoordelingsjaar 2016, de trend van de populatie is volgens de IUCN stabiel.